# John Furie
John Patrick Christopher Furie (sinh ngày 13 tháng 5 năm 1948) là một cầu thủ bóng đá người Anh của thập niên 1960. Ông thi đấu ở Football League cho Gillingham, có 17 lần ra sân.